# Mielikki (Reinos Olvidados)
Mielikki es una diosa ficticia del mundo de campaña Reinos Olvidados del juego de rol Dungeons & Dragons. Es una de las diosas a las que pueden consagrarse los exploradores y druidas, y también es conocida como "Nuestra Señora del Bosque", la "Reina del Bosque" o la "Exploradora Suprema". Está basada a grandes rasgos en la diosa Mielikki de la mitología finlandesa.
En la ambientación, Mielikki es hija de Silvanus, el Padre Roble y también una deidad benigna que ama la Naturaleza y lucha por protegerla, para ello posee las llamadas Espinas del Bosque, guerreros que luchan en protección de los territorios naturales, aunque también son numerosos los druidas que la veneran.
El símbolo de Mielikki es una cabeza de unicornio de perfil hacia la izquierda, con ojos azules y un cuerno dorado, entre sus ámbitos se hallan el otoño y las dríades y su arma predilecta es la cimitarra. Se aparece cómo la "Exploradora Suprema": una hermosa y robusta mujer de cabellos rojizos y profundos ojos marrones, vestida con la armadura de cuero que suelen llevar los exploradores, armada con un par de cimitarras y un arco largo, y cuyos pies nunca tocan el suelo, o cómo la "Reina del Bosque": una bella doncella de cabellos hechos de hojas y musgo y vestida con finas ropas verdes y amarillas.
Algunos personajes famosos que hayan adoptado a esta deidad son Drizzt Do'Urden y su maestro Montolio DeBrochee.